# HU-211
HU-211（也称为地塞比诺，或ETS2101）是一种人工合成的大麻素，分子式C25H38O3，是HU-210的“非自然”对映异构体。